# Charlie Depthios
Charles "Charlie" Dephtios (Mamuju, Celebes Ocidental, 2 de fevereiro de 1940 – 4 de setembro de 1999) é um ex-halterofilista da Indonésia.
Ele não concluiu a prova nos Jogos Olímpicos de 1968, que também foi organizado como Campeonato Mundial, na Cidade do México: tentou três vezes levantar 97,5 kg no desenvolvimento (movimento-padrão abolido em 1973), mas não conseguiu.
Em 1969, em Surabaia, definiu um recorde mundial no arremesso, na categoria até 52 kg — 127,5 kg.
No Campeonato Mundial de 1970, em Columbus, levantou um arremesso de 127,5 kg, na categoria até 52 kg, tendo ficado com a prata nesta prova, mas em terceiro no total combinado (desenvolvimento militar+arranque+arremesso).
Durante os Jogos Olímpicos de 1972, que contou como Campeonato Mundial também, em Munique, Charlie Dephtios definiu outro recorde mundial no arremesso na categoria até 52 kg (categoria depois modificada e extinta pela Federação Internacional de Halterofilismo). Ele levantou 132,5 kg nesta prova, mas ficou em nono no total combinado.